# Playboy Playmate 2000-2009
La lista delle playmate apparse sulla pagina centrale (il cosiddetto centerfold) nelle edizione americana di Playboy dal 2000 al 2009.
| Anno | Nr. Playboy | Mese      | Modella                | Seno | Coppa | Vita | Fianchi | Altezza (cm) | Peso (kg) | Nascita           |
| ---- | ----------- | --------- | ---------------------- | ---- | ----- | ---- | ------- | ------------ | --------- | ----------------- |
| 2000 | 558         | gennaio   | Carol Bernaola         | 81   | C     | 58   | 86      | 170          | 51        | 27 agosto 1976    |
| 2000 | 559         | gennaio   | Darlene Bernaola       | 81   | C     | 58   | 86      | 170          | 51        | 27 agosto 1976    |
| 2000 | 560         | febbraio  | Suzanne Stokes         | 89   |       | 58   | 84      | 163          | 48        | 9 luglio 1979     |
| 2000 | 561         | marzo     | Nicole Marie Lenz      | 81   |       | 61   | 81      | 165          | 48        | 24 gennaio 1980   |
| 2000 | 562         | aprile    | Brande Nicole Roderick | 89   |       | 61   | 86      | 170          | 53        | 13 giugno 1974    |
| 2000 | 563         | maggio    | Brooke Berry           | 91   | C     | 61   | 86      | 173          | 52        | 7 marzo 1980      |
| 2000 | 564         | giugno    | Shannon N. Stewart     | 86   | D     | 61   | 91      | 168          | 51        | 25 maggio 1978    |
| 2000 | 565         | luglio    | Neferteri Shepherd     | 91   | C     | 58   | 89      | 175          | 54        | 8 settembre 1980  |
| 2000 | 566         | agosto    | Summer Danielle Altice | 86   | B     | 58   | 84      | 178          | 57        | 23 dicembre 1979  |
| 2000 | 567         | settembre | Kerissa Fare           | 86   | D     | 66   | 84      | 173          | 52        | 31 dicembre 1976  |
| 2000 | 568         | ottobre   | Nichole Van Croft      | 91   | DD    | 61   | 91      | 165          | 52        | 5 novembre 1973   |
| 2000 | 569         | novembre  | Buffy Tyler            | 91   | D     | 61   | 86      | 165          | 49        | 18 aprile 1978    |
| 2000 | 570         | dicembre  | Cara Michelle          | 86   | C     | 66   | 91      | 188          | 62        | 1º febbraio 1978  |
| 2001 | 571         | gennaio   | Irina Voronina         | 89   | C     | 62   | 91      | 177          | 55        | 19 dicembre 1977  |
| 2001 | 572         | febbraio  | Lauren Michelle Hill   | 86   |       | 53   | 84      | 168          | 46        | 27 giugno 1977    |
| 2001 | 573         | marzo     | Miriam Gonzalez        | 86   | DDD   | 64   | 90      | 163          | 51        | 8 luglio 1977     |
| 2001 | 574         | aprile    | Katie Lohmann          | 81   | D     | 56   | 81      | 163          | 47        | 29 gennaio 1980   |
| 2001 | 575         | maggio    | Crista Nicole          | 86   | C     | 64   | 89      | 175          | 57        | 24 luglio 1978    |
| 2001 | 576         | giugno    | Heather Spytek         | 91   |       | 56   | 81      | 168          | 50        | 17 dicembre 1977  |
| 2001 | 577         | luglio    | Kimberley Stanfield    | 86   | C     | 61   | 86      | 168          | 48        | 18 novembre 1981  |
| 2001 | 578         | agosto    | Jennifer Walcott       | 81   | C     | 56   | 81      | 160          | 48        | 8 maggio 1977     |
| 2001 | 579         | settembre | Dalene Kurtis          | 86   | D     | 61   | 89      | 165          | 51        | 12 novembre 1977  |
| 2001 | 580         | ottobre   | Stephanie Heinrich     | 86   | D     | 64   | 86      | 160          | 50        | 13 novembre 1979  |
| 2001 | 581         | novembre  | Lindsey Vuolo          | 86   | DD    | 61   | 89      | 173          | 55        | 19 ottobre 1981   |
| 2001 | 582         | dicembre  | Shanna Moakler         | 86   | C     | 61   | 86      | 173          | 53        | 28 marzo 1975     |
| 2002 | 583         | gennaio   | Nicole Narain          | 86   | B     | 69   | 89      | 163          | 50        | 28 luglio 1974    |
| 2002 | 584         | febbraio  | Anka Romensky          | 86   | C     | 58   | 89      | 178          | 57        | 16 settembre 1980 |
| 2002 | 585         | marzo     | Tina Marie Jordan      | 86   | DD    | 61   | 86      | 165          | 52        | 21 agosto 1972    |
| 2002 | 586         | aprile    | Heather Carolin        | 86   | B     | 56   | 76      | 163          | 45        | 15 agosto 1982    |
| 2002 | 587         | maggio    | Christi Shake          | 86   |       | 61   | 86      | 170          | 56        | 22 agosto 1980    |
| 2002 | 588         | giugno    | Michele Rogers         | 81   | B     | 58   | 84      | 160          | 47        | 14 maggio 1976    |
| 2002 | 589         | luglio    | Lauren Anderson        | 86   | D     | 61   | 89      | 175          | 57        | 6 giugno 1980     |
| 2002 | 590         | agosto    | Christina Santiago     | 86   |       | 61   | 84      | 165          | 49        | 15 ottobre 1981   |
| 2002 | 591         | settembre | Shallan Meiers         | 86   | D     | 61   | 91      | 178          | 57        | 30 settembre 1981 |
| 2002 | 592         | ottobre   | Teri Marie Harrison    | 86   |       | 66   | 84      | 168          | 53        | 16 febbraio 1981  |
| 2002 | 593         | novembre  | Serria Tawan           | 86   | B     | 64   | 86      | 173          | 59        | 4 settembre 1978  |
| 2002 | 594         | dicembre  | Lani Todd              | 91   | B     | 64   | 89      | 170          | 57        | 14 giugno 1981    |
| 2003 | 595         | gennaio   | Rebecca Ramos          | 86   | DD    | 61   | 86      | 165          | 50        | 26 agosto 1967    |
| 2003 | 596         | febbraio  | Charis Boyle           | 86   |       | 61   | 86      | 173          | 55        | 31 agosto 1976    |
| 2003 | 597         | marzo     | Pennelope Jimenez      | 86   | D     | 61   | 89      | 170          | 57        | 26 luglio 1978    |
| 2003 | 598         | aprile    | Carmella DeCesare      | 86   | B     | 61   | 69      | 173          | 54        | 1º luglio 1982    |
| 2003 | 599         | maggio    | Laurie Jo Fetter       | 86   | D     | 61   | 89      | 173          | 52        | 9 gennaio 1982    |
| 2003 | 600         | giugno    | Tailor James           | 86   | D     | 61   | 86      | 163          | 50        | 2 luglio 1980     |
| 2003 | 601         | luglio    | Markéta Jánská         | 86   |       | 61   | 86      | 170          | 52        | 24 maggio 1981    |
| 2003 | 602         | agosto    | Colleen Marie          | 86   | B     | 66   | 91      | 170          | 57        | 28 agosto 1977    |
| 2003 | 603         | settembre | Luci Victoria          | 86   | DD    | 64   | 89      | 178          | 59        | 2 febbraio 1982   |
| 2003 | 604         | ottobre   | Audra Lynn             | 86   | C     | 61   | 86      | 173          | 52        | 31 gennaio 1980   |
| 2003 | 605         | novembre  | Rae Divini             | 93   | D     | 61   | 91      | 173          | 57        | 31 luglio 1977    |
| 2003 | 606         | dicembre  | Deisy Teles            | 91   |       | 64   | 91      | 173          | 57        | 16 maggio 1983    |
| 2003 | 607         | dicembre  | Sarah Teles            | 91   |       | 64   | 91      | 173          | 57        | 16 maggio 1983    |
| 2004 | 608         | gennaio   | Colleen Shannon        | 86   | C     | 64   | 86      | 157          | 49        | 14 aprile 1978    |
| 2004 | 609         | febbraio  | Aliya Wolf             | 86   | D     | 61   | 89      | 170          | 55        | 17 gennaio 1975   |
| 2004 | 610         | marzo     | Sandra Hubby           | 86   | C     | 56   | 97      | 163          | 47        | 23 novembre 1978  |
| 2004 | 611         | aprile    | Krista Kelly           | 86   | C     | 64   | 89      | 178          | 58        | 18 giugno 1977    |
| 2004 | 612         | maggio    | Nicole Whitehead       | 81   |       | 61   | 86      | 163          | 50        | 5 novembre 1980   |
| 2004 | 613         | giugno    | Hiromi Ōshima          | 86   |       | 56   | 86      | 163          | 49        | 6 gennaio 1980    |
| 2004 | 614         | luglio    | Stephanie Glasson      | 86   | D     | 61   | 84      | 170          | 53        | 1º dicembre 1975  |
| 2004 | 615         | agosto    | Pilar Lastra           | 86   |       | 64   | 86      | 165          | 50        | 15 gennaio 1981   |
| 2004 | 616         | settembre | Scarlett Keegan        | 86   |       | 61   | 86      | 165          | 48        | 18 maggio 1984    |
| 2004 | 617         | ottobre   | Kimberly Holland       | 86   |       | 58   | 84      | 165          | 47        | 1º agosto 1982    |
| 2004 | 618         | novembre  | Cara Zavaleta          | 86   |       | 64   | 86      | 168          | 54        | 15 giugno 1980    |
| 2004 | 619         | dicembre  | Tiffany Fallon         | 86   | C     | 58   | 89      | 168          | 52        | 1º maggio 1974    |
| 2005 | 620         | gennaio   | Destiny Davis          | 91   | D     | 61   | 86      | 165          | 50        | 24 agosto 1985    |
| 2005 | 621         | febbraio  | Amber Campisi          | 91   | DD    | 71   | 91      | 168          | 58        | 21 giugno 1981    |
| 2005 | 622         | marzo     | Jillian Grace          | 91   |       | 61   | 91      | 165          | 53        | 20 dicembre 1985  |
| 2005 | 623         | aprile    | Courtney Culkin        | 86   | C     | 61   | 86      | 160          | 48        | 23 febbraio 1983  |
| 2005 | 624         | maggio    | Jamie Westenhiser      | 86   |       | 58   | 86      | 170          | 51        | 2 novembre 1981   |
| 2005 | 625         | giugno    | Kara Monaco            | 86   | C     | 61   | 86      | 168          | 50        | 26 febbraio 1983  |
| 2005 | 626         | luglio    | Qiana Chase            | 91   | C     | 64   | 91      | 175          | 59        | 12 febbraio 1981  |
| 2005 | 627         | agosto    | Tamara Witmer          | 86   | C     | 61   | 86      | 173          | 52        | 21 marzo 1984     |
| 2005 | 628         | settembre | Vanessa Hoelsher       | 91   | D     | 64   | 91      | 168          | 55        | 19 gennaio 1982   |
| 2005 | 629         | ottobre   | Amanda Paige           | 86   | D     | 61   | 84      | 173          | 53        | 28 ottobre 1984   |
| 2005 | 630         | novembre  | Raquel Gibson          | 86   | C     | 58   | 89      | 165          | 50        | 14 giugno 1985    |
| 2005 | 631         | dicembre  | Christine Smith        | 86   | D     | 61   | 86      | 165          | 52        | 6 aprile 1979     |
| 2006 | 632         | gennaio   | Athena Lundberg        | 86   | B     | 63   | 91      | 168          | 54        | 12 aprile 1986    |
| 2006 | 633         | febbraio  | Cassandra Lynn         | 82   | DD    | 61   | 86      | 165          | 50        | 15 agosto 1979    |
| 2006 | 634         | marzo     | Monica Leigh           | 92   | C     | 64   | 84      | 167          | 52        | 19 dicembre 1981  |
| 2006 | 635         | aprile    | Holley Ann Dorrough    | 86   | C     | 64   | 86      | 173          | 52        | 13 agosto 1986    |
| 2006 | 636         | maggio    | Alison Waite           | 87   | C     | 61   | 87      | 168          | 54        | 10 novembre 1981  |
| 2006 | 637         | giugno    | Stephanie Larimore     | 86   | C     | 58   | 87      | 162          | 48        | 21 aprile 1981    |
| 2006 | 638         | luglio    | Sara Jean Underwood    | 81   | B     | 61   | 79      | 164          | 46        | 26 marzo 1984     |
| 2006 | 639         | agosto    | Nicole Voss            | 81   | C     | 58   | 83      | 164          | 48        | 19 settembre 1982 |
| 2006 | 640         | settembre | Janine Habeck          | 91   | D     | 66   | 91      | 168          | 50        | 3 giugno 1983     |
| 2006 | 641         | ottobre   | Jordan Monroe          | 87   | DD    | 61   | 87      | 175          | 59        | 14 aprile 1986    |
| 2006 | 642         | novembre  | Sarah Elizabeth        | 87   | D     | 58   | 81      | 164          | 50        | 9 agosto 1983     |
| 2006 | 643         | dicembre  | Kia Drayton            | 87   | C     | 61   | 87      | 175          | 54        | 11 aprile 1983    |
| 2007 | 644         | gennaio   | Jayde Nicole           | 86   | C     | 61   | 89      | 175          | 53        | 19 febbraio 1986  |
| 2007 | 645         | febbraio  | Heather Rene Smith     | 86   | D     | 61   | 86      | 160          | 52        | 8 gennaio 1987    |
| 2007 | 646         | marzo     | Tyran Richard          | 86   | D     | 61   | 86      | 173          | 52        | 1º ottobre 1982   |
| 2007 | 647         | aprile    | Giuliana Marino        | 84   | C     | 64   | 89      | 168          | 52        | 13 maggio 1986    |
| 2007 | 648         | maggio    | Shannon James          | 86   | C     | 58   | 86      | 173          | 52        | 5 febbraio 1987   |
| 2007 | 649         | giugno    | Brittany Binger        | 86   | B     | 61   | 89      | 170          | 51        | 24 marzo 1987     |
| 2007 | 650         | luglio    | Tiffany Selby          | 86   | D     | 61   | 86      | 170          | 52        | 14 novembre 1981  |
| 2007 | 651         | agosto    | Tamara Sky             | 84   | D     | 61   | 86      | 168          | 49        | 20 febbraio 1985  |
| 2007 | 652         | settembre | Patrice Hollis         | 86   | DDD   | 58   | 84      | 173          | 53        | 1º settembre 1981 |
| 2007 | 653         | ottobre   | Spencer Scott          | 81   | D     | 69   | 91      | 163          | 44        | 4 aprile 1989     |
| 2007 | 654         | novembre  | Lindsay Wagner         | 86   | DD    | 69   | 86      | 174          | 54        | 14 marzo 1988     |
| 2007 | 655         | dicembre  | Sasckya Porto          | 86   | C     | 58   | 86      | 178          | 54        | 6 aprile 1979     |
| 2008 | 656         | gennaio   | Sandra Nilsson         | 89   | C     | 66   | 89      | 175          | 56        | 17 febbraio 1986  |
| 2008 | 657         | febbraio  | Michelle McLaughlin    | 86   | C     | 61   | 89      | 170          | 52        | 19 giugno 1986    |
| 2008 | 658         | marzo     | Ida Ljungqvist         | 81   | D     | 53   | 89      | 163          | 49        | 27 settembre 1981 |
| 2008 | 659         | aprile    | Regina Deutinger       | 94   | E     | 64   | 94      | 175          | 58        | 17 settembre 1982 |
| 2008 | 660         | maggio    | AJ Alexander           | 81   | C     | 61   | 89      | 170          | 51        | 16 settembre 1980 |
| 2008 | 661         | giugno    | Juliette Fretté        | 86   | D     | 64   | 91      | 170          | 54        | 25 dicembre 1983  |
| 2008 | 662         | luglio    | Laura Croft            | 86   | C     | 61   | 86      | 165          | 53        | 30 gennaio 1983   |
| 2008 | 663         | agosto    | Kayla Collins          | 86   | D     | 61   | 86      | 157          | 48        | 1º aprile 1987    |
| 2008 | 664         | settembre | Valerie Mason          | 86   | D     | 64   | 91      | 170          | 52        | 29 gennaio 1988   |
| 2008 | 665         | ottobre   | Kelly Carrington       | 86   | C     | 61   | 86      | 165          | 52        | 24 giugno 1986    |
| 2008 | 666         | novembre  | Grace Kim              | 86   | C     | 53   | 81      | 168          | 49        | 20 agosto 1979    |
| 2008 | 667         | dicembre  | Jennifer Campbell      | 86   |       | 64   | 89      | 170          | 52        | 8 agosto 1986     |
| 2008 | 667         | dicembre  | Natalie Jo Campbell    | 86   |       | 64   | 89      | 170          | 52        | 8 agosto 1986     |
| 2009 | 668         | gennaio   | Daša Astaf"jeva        | 94   |       | 60   | 91      | 170          | 55        | 4 agosto 1985     |
| 2009 | 669         | febbraio  | Jessica Burciaga       | 90   |       | 61   | 86      | 157          | 50        | 11 aprile 1983    |
| 2009 | 670         | marzo     | Jennifer Pershing      | 89   |       | 69   | 94      | 173          | 57        | 19 giugno 1980    |
| 2009 | 671         | aprile    | Hope Dworaczyk         | 92   |       | 58   | 89      | 179          | 57        | 21 novembre 1984  |
| 2009 | 672         | maggio    | Crystal McCahill       | 96   |       | 66   | 86      | 170          | 57        | 18 dicembre 1983  |
| 2009 | 673         | giugno    | Candice Cassidy        | 90   |       | 61   | 91      | 175          | 57        | 23 ottobre 1985   |
| 2009 | 674         | luglio    | Karissa Shannon        | 86   |       | 66   | 86      | 178          | 57        | 2 ottobre 1989    |
| 2009 | 675         | agosto    | Kristina Shannon       | 86   |       | 66   | 86      | 178          | 57        | 2 ottobre 1989    |
| 2009 | 676         | settembre | Kimberly Phillips      | 86   |       | 64   | 89      | 173          | 57        | 9 gennaio 1987    |
| 2009 | 677         | ottobre   | Lindsey Gayle Evans    | 86   |       | 61   | 91      | 178          | 57        | 9 dicembre 1989   |
| 2009 | 678         | novembre  | Kelley Thompson        |      |       |      |         |              |           | 8 dicembre 1987   |
| 2009 | 679         | dicembre  | Crystal Harris         |      |       |      |         |              |           | 29 aprile 1986    |